# Kékfülű vöröslóri
A kékfülű vöröslóri (Eos cyanogenia), korábban csak kékfülű lóri, a papagájalakúak (Psittaciformes) rendjébe, és a szakállaspapagáj-félék (Psittaculidae) családjába tartozó faj.

## Rendszerezése
A fajt Charles Lucien Jules Laurent Bonaparte francia ornitológus írta le 1850-ben.

## Előfordulása
Indonézia endemikus madara. Új-Guinea partjához közel fekvő Biak, Numfor, Manim és Mios Num apró szigetein honos. Természetes élőhelyei a szubtrópusi és trópusi síkvidéki esőerdők, valamint ültetvények. Állandó, nem vonuló faj.

## Megjelenése
Testhossza 30 centiméter. Tollazata vörös, háta és szárnyának orma fekete. A kis szárnyfedők barnás árnyalatúak, az evezőtollak csúcsa teljesen fekete. Jellegzetes a fején levő nagy kék folt a szemek körül és a fültájékon.
|  |

## Életmódja
Természetes élőhelyén gyümölcsökön él, fogságban megeszi a tejbe áztatott zsemlét, kétszersültet is. Füttye igen éles, néha kellemetlen.

## Természetvédelmi helyzete
Az elterjedési területe kicsi, egyedszáma pedig csökken. A Természetvédelmi Világszövetség Vörös listáján mérsékelten fenyegetett fajként szerepel. Szerepel a vadon élő állatok kereskedelmi forgalmát szabályozó CITES lista második mellékletében is.